# Tore Lennartsson
Tore « Turbo » Lennartsson (né le 29 novembre 1952) est un footballeur suédois des années 1970 et 1980.
Lennartsson a été rapide et a marqué beaucoup de buts.

## Clubs
- 1972-1981 :  Örebro SK
- 1982-1984 :  Gefle IF